# ヴィクトリア・ルイーゼ級防護巡洋艦
| ヴィクトリア・ルイーゼ級防護巡洋艦 | ヴィクトリア・ルイーゼ級防護巡洋艦 |
| ---------------------------------- | --- |
| 写真は竣工当時の「ヴィネタ」       | |
| 艦級概観                           | |
| 艦種                               | 防護巡洋艦 |
| 艦名                               | 人名 |
| 前級                               | カイゼリン・アウグスタ |
| 次級                               | ガツェレ級 |
| 性能諸元                           | |
| 排水量                             | 常備：5,660トン |
| 全長                               | 110.6m |
| 全幅                               | 17.4m |
| 吃水                               | 前部：6.58m |
| 機関                               | デュール式石炭専焼水管缶12基 （ヘルタ：ベルヴィール式石炭専焼水管缶12基、フライア：ニクローズ式石炭専焼水管缶12基、ヴィネタとハンザ：横向きベルヴィール式石炭専焼水管缶12基） +直立型三段膨張式四気筒レシプロ機関3基3軸推進 |
| 最大出力                           | 10,574hp |
| 最大速力                           | 19.2ノット |
| 航続距離                           | 12ノット/3,412海里 |
| 燃料                               | 石炭：500トン（計画） 950トン（満載） |
| 乗員                               | 477名 |
| 兵装                               | 21cm（40口径）単装砲2基 15cm（40口径）単装速射砲8基 8.8cm（30口径）単装速射砲10基 オチキス 3.7cm（40口径）単装機砲10基 45cm水中魚雷発射管単装3基                                                                            |
| 装甲                               | 甲板：40mm（平坦部） 主砲塔：100mm（最厚部） 司令塔：150mm |

ヴィクトリア・ルイーゼ級防護巡洋艦（Panzerkreuzer SMS Victoria Louise Klass）はドイツ帝国海軍の防護巡洋艦の艦級で、同海軍では二等巡洋艦に類別していた。本級は第一次世界大戦前に植民地警備を主任務に整備されたクラスである。

## 概要
本級は植民地警備を主任務に、通商破壊任務や海上通商保護を副任務として1893年から1895年度海軍計画において計5隻の建造が承認された。計画時には一等巡洋艦であったが後に大型巡洋艦へと類別が変更された。本級は「カイゼリン・アウグスタ」の小型改良型としてディートリヒ造船総監によって改設計された。武装面においては主砲に21ｃｍ速射砲2門と15ｃｍ速射砲8門という強力な火力を持ち、約5,000トン台の船体にして航海性能の良い乾舷の高い、同時代のドイツ戦艦のような重厚な艦容を持っていたが、反面。横からの風圧に弱く、艦内の通風も悪い欠点があった。

## 艦形

竣工時のヘルタを描いた絵画。

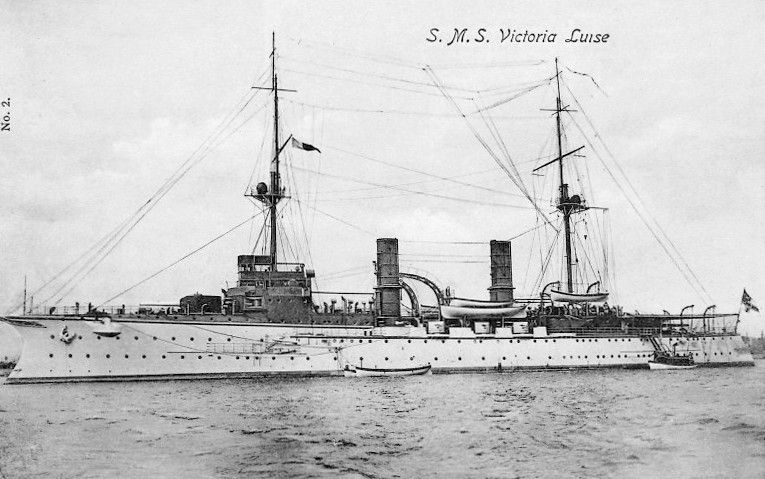
機関換装後の「ヴィクトリア・ルイーゼ」。

本級の船体形状は艦首乾舷の高い短船首楼型船体であるが、艦首水面下に衝角を持つのは戦艦と同じである。戦艦と異なるのは艦首形状は波きりの良いクリッパー・バウ型艦首となっており外洋を長距離航行する巡洋艦には必須の艦首形状であった。艦首から新設計の「21cm（40口径）速射砲」を単装式砲塔に収め、艦首甲板上に前向きに1基、司令塔を組み込んだ操舵艦橋を基部として頂上部に探照灯を載せた見張り所を持つミリタリー・マストを持つ単脚式の前檣が立つ。
船体中央部には等間隔に並んだ3本煙突が立ち並び、周囲は艦載艇置き場となっており、2番煙突の左右に1本ずつのグース・ネック（鴨の首）型クレーンにより運用される。3番煙突の背後にミリタリー・マストを持つ単脚式の後檣と後部探照灯台、そこから甲板一段分、下がって後ろ向きに21cm単装主砲塔の順である。15cm副砲は8基のうち半分の4基は単装砲塔に収め、1番煙突と2番煙突の間の左右に1基ずつ、3番煙突後方に左右1基ずつを配置し、残り4基は舷側ケースメイト配置で片舷2基を前後のミリタリー･マストの両脇に1基ずつ計4基を配置した。この武装配置により前後方向に21cm砲1門・15cm砲2門、左右方向に最大21cm砲2門・15cm砲4門が指向できた。
竣工後の1903年から1915年にかけて主缶を海軍式シュルツ･ソーニクロフト缶に換装したために煙突の本数は2本に減少した。
各艦の船体サイズの相違は以下の通り
| 艦名                   | 常備排水量 | 常備排水量 | 全長   | 水線長 | 全幅  | 吃水（前部） | 吃水（後部） |
| ---------------------- | ---------- | ---------- | ------ | ------ | ----- | ------------ | ------------ |
| ヴィクトリア・ルイーゼ | 5,600トン  | 6,491トン  | 110.6m | 109.1m | 17.4m | 6.58m        | 6.93m        |
| ヘルタ                 | ←          | ←          | ←      | ←      | ←     | ←            | 6.78m        |
| フライア               | ←          | ←          | ←      | ←      | ←     | 6.74m        | 6.77m        |
| ヴィネタとハンザ       | 5,885トン  | 6,705トン  | 110.5m | 109.8m | 17.6m | 7.08m        | 7.34m        |

## 兵装

### 主砲

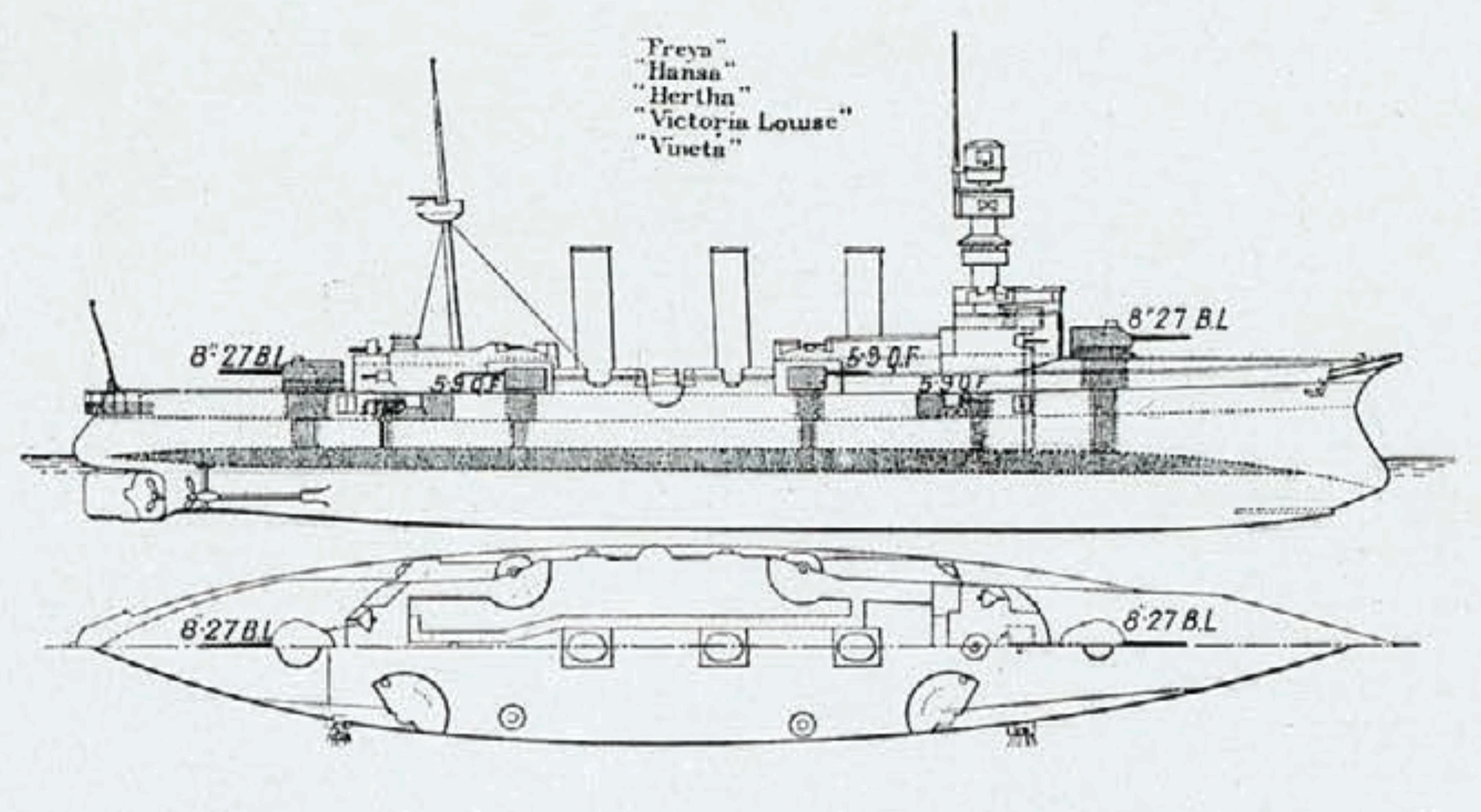
本級の武装・装甲配置を示した図

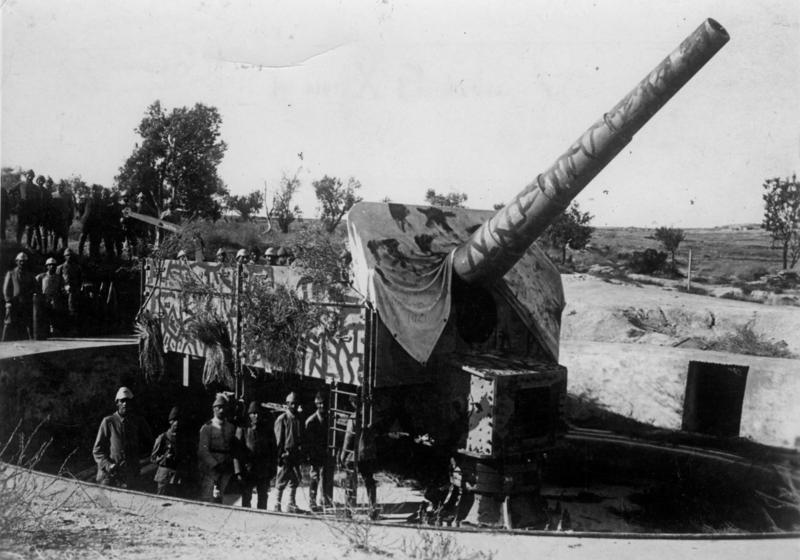
本級にも搭載された21ｃｍカノン砲。写真はダーダーネルス海峡砲台のもの

本級の主砲はクルップ社の新設計の「1895年型 SK L/40 21cm（40口径）カノン砲」を採用している。その性能は重量108.0kgの徹甲弾を仰角30度で最大射程16,300mまで届かせることができた。搭載形式は同時代のドイツ戦艦と同じく砲塔形式で、重量75トンの単装砲塔に収めて2基搭載で計150トンであった。砲身の俯角・仰角、砲塔の旋回は電動モーターで駆動し、砲塔形式の最大仰角は最大30度から－5度まで砲身を上下でき、旋回角度は首尾線方向を0度として左右共に150度に旋回できた。発射間隔は毎分4～5発であった。

### 副砲、その他備砲、雷装

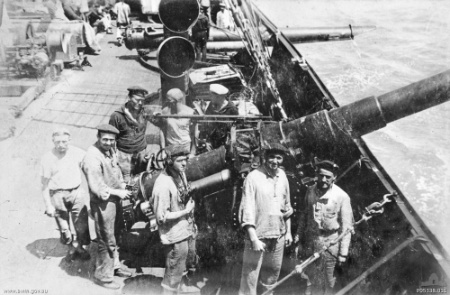
本級にも搭載された15ｃｍ速射砲。写真は仮装巡洋艦「ウォルフ」に搭載された物

副武装として「1898年型 SK L/40 15cm（40口径）速射砲」を採用した。その性能は45.3kgの砲弾を仰角20度で13,700mまで届かせることができた。これを甲板上に防盾の付いた単装砲架で2基と舷側ケースメイトで2基を搭載した。砲架は仰角20度から-5度の範囲で上下でき、150度の旋回角度を持っていた。発射速度は毎分4～5発であった。
他に対水雷艇用に「1892年型 SK L/30 8.8cm（30口径）速射砲」を採用した。その性能は7.0kgの砲弾を仰角20度で6,890mまで届かせることができた。これを甲板上に防盾の付いた単装砲架で10基を搭載した。砲架は仰角30度から-5度の範囲で上下でき、150度の旋回角度を持っていた。発射速度は毎分15発であった。近接火器として3.7cm単装機砲10基を上部構造物に搭載した。他に対艦攻撃用に45cm水中魚雷発射管を単装で艦首水線下に1門と環境の直下の舷側に片舷1門ずつの計3門を配置していた。
なお、「フライア」のみ砲術練習艦へと改装されて武装は15cm（40口径）速射砲1門、10.5cm（45口径）速射砲4門、8.8cm（35口径）速射砲3門、8.8cm（30口径）速射砲11門へと換装された。

## 機関

竣工時の「ヴィクトリア・ルイーゼ」とブランデンブルク級戦艦「クルフュルスト・フリードリヒ・ヴィルヘルム」と「ヴァイセンブルク」を描いた絵画。

本級は「カイゼリン・アウグスタ」よりも進化しており、ドイツ水上艦では初めて主ボイラーに水管缶を採用した。
なお、ドイツ海軍は本級においてボイラー形式の実用比較研究を行っており、各艦で搭載ボイラ―の形式が異なっていた。各艦の機関の差異は以下の通り
| 艦名                   | 形式                                   | 最大出力   | 最大速力   |  |
| ---------------------- | -------------------------------------- | ---------- | ---------- |  |
| ヴィクトリア・ルイーゼ | デュール式石炭専焼水管缶12基           | 10,574hp   | 19.2ノット |  |
| ヘルタ                 | ベルヴィール式石炭専焼水管缶12基       | 10,312hp   | 19.0ノット |  |
| フライア               | ニクローズ式石炭専焼水管缶12基         | 10,355hp   | 18.4ノット |  |
| ヴィネタ               | 横向きベルヴィール式石炭専焼水管缶12基 | 19.6ノット |            |  |
| ハンザ                 | ←                                      | 10,388hp   | 18.7ノット |  |

機関構成は石炭専焼水管缶を2室のボイラー室に6基ずつ計12基に三段膨張型四気筒レシプロ機関3基3軸推進の構成で、ネームシップの「ヴィクトリア・ルイーゼ」は最大出力10,574馬力で最大速力19.2ノットを発揮し、石炭950トンを搭載した状態で速力12ノットで3,412海里を航行できる設計であった。
なお、フライアのみ搭載時にニクローズ缶で技術的な問題が起きて、実用化が遅れた戦訓から海軍式（シュルツ・ソーニクロフト式）ボイラーを以後使用することとなった。1905年から1913年にかけて主ボイラーを海軍式ボイラーに換装したために煙突の本数は3本から2本へと減少した。

## 同型艦
- ヴィクトリア・ルイーゼ（ドイツ語版）（Victoria Louise）

ヴェーザー造船所にて1895年起工、1897年3月に進水、1899年2月に就役。第一次隊世界大戦中に沿岸防備や機雷敷設に使用され、宿泊艦となる。1919年10月1日に除籍後、1920年に商船「フローラ・ゾンマーフェルト（Flora・Sommerfeld）」に改装されるも1923年に解体処分。
- ヘルタ（ドイツ語版）（Hertha）

フルカン造船所にて1895年起工、1897年4月に進水、1898年7月に就役。1915年に水上艦部隊の練習艦となり、第一次隊世界大戦中はバルト海で作戦に就いた後は改役されて宿泊艦となる。1919年12月に除籍後、1920年に解体処分。
- フライア（ドイツ語版）（Freya）

ダンチヒ造船所にて1895年起工、1897年4月に進水、1898年10月に就役。1915年に砲術練習艦となり武装は換装された。1920年1月に除籍後、1921年に解体処分。
- ヴィネタ（ドイツ語版）（Vineta）

ダンチヒ造船所にて1896年起工、1897年12月に進水、1899年9月に就役。1915年に水上艦部隊の練習艦となり、第一次隊世界大戦中は宿泊艦となる。1919年12月に除籍後、1920年に解体処分。
- ハンザ（Hansa）

フルカン造船所にて1896年起工、1898年3月に進水、1899年4月に就役。海外警備の後に1915年に練習艦となり、第一次隊世界大戦中はバルト海で作戦に就いた後は改役されて宿泊艦となる。1919年12月に除籍後、1920年に解体処分。

## 参考図書
- 「世界の艦船 2002年9月号増刊 ドイツ巡洋艦史」(海人社)
- 「Conway All The World's Fightingships 1860-1905」（Conway）
- 「Conway All The World's Fightingships 1906–1921」（Conway）

## 参考リンク
- 'Victoria Louise' (1895) 「ヴィクトリア・ルイーゼ」のスペックと写真があるページ（英語）